# Iglesia de la Inmaculada Concepción (Sierra de Yeguas)
El edificio más antiguo con el que cuenta Sierra de Yeguas, es su Iglesia Parroquial, que fue mandada construir por el Marqués de Estepa el año 1559, cuando la encomienda de Estepa se convirtió en marquesado; y en 1578 fue declarada como parroquia. A tal efecto, Don Miguel Sánchez de Saldaña, vicario de Estepa, crea la parroquia de Sierra de Yeguas el 19 de enero de 1578, y en el año 1592 la Vicaría de Estepa le concedía la pila bautismal. Hasta entonces, los niños de Sierra de Yeguas se bautizaban en la Roda de Andalucía o en Estepa.

## Descripción
La Iglesia de la Inmaculada Concepción está ubicada en la plaza de Andalucía de Sierra de Yeguas y el edificio actual, de estilo renacentista, es del siglo XVIII. Es de planta de cruz latina; pero irregular en el lado que se llama de la epístola; o sea, entrando a la derecha. La irregularidad viene dada por el añadido de capillas: la del Sagrado Corazón, la de la Virgen de las Dolores, la de la Humildad y la de San Bartolomé. Sin embargo, no tiene capilla en ese lado el Santo Entierro, y para buscar las proporciones se hizo en lado contrario, donde está la primitiva pila bautismal de mármol veteado (1592), que en la actualidad sigue cumpliendo con el fin sacramental. Presenta tres naves y una serie de capillas adosadas. Los escudos de los marqueses de Estepa vinculan este templo con la población sevillana; sus numerosas capillas confieren al edificio cierto interés arquitectónico y artístico. Cada capilla tenía un capellán al que también pagaba la familia albacea; además el capellán tenía derecho a las limosnas que se depositasen. En los siglos XVIII y XIX el pueblo tenía más de diez capellanes, en ciertos momentos hasta 19, que procedían de la prelatura de Estepa. Esto se mantuvo así durante años.
Tienen especial interés el coro, el atrio y los restos de una capilla, de curiosa planta, probablemente construida también en el siglo XVIII. La aparente sencillez del templo de la Inmaculada Concepción contrasta con lo historiado de sus altares. Labrados en maderas nobles, recargados, sobre las paredes blancas ofrecen un trabajo artesano de primer orden en las numerosas imágenes que acogen. Los altares se abren a uno y otro lado de la nave principal.
En la capilla en la que actualmente están el Sagrado Corazón y el Sagrario hay varios cuerpos enterrados. La capilla original pertenecía por mantenimiento a la familia Villavicencio y por lo tanto tenían las prebendas de poder ser enterrados dentro de la iglesia. Antes existían unas lápidas en el suelo. Esa capilla se titulaba de Nuestra Señora del Pópulo, advocación de la que era muy devota la familia Villavicencio. La capilla fue labrada a expensas de Don Pedro de Villavicencio Mancha y Ordóñez, Maestrante de la Real de Ronda, Alcalde por el estado de Hijosdalgo de Estepa, casado con Doña Dolores Torres-Linero y Duran, para dar culto a la imagen y servir de enterramiento a los descendientes de su linaje. Dejó encargado en su testamento que sus hijos, Don Francisco, Don Pedro y Doña Margarita de Villavicencio Torres Linero, cuidaran del adorno y mantenimiento de dicha capilla, encargo que estos transmitieron también a los suyos. Hasta su remodelación, no hace muchos años, todavía podían verse los escudos de la familia y las lápidas de sus sepulturas.
Conserva la Iglesia una fachada con una portada sencilla con un arco entre pilastras toscanas, rematada con un frontón abierto. Hay una puerta lateral, llamada Puerta de La Cruz.
La torre se añade después, en dos periodos diferentes. La primera parte imitaba a un minarete y llegaba a la altura del tejado. La segunda parte es del siglo XVIII. Entre las campanas antiguas había una pagada por la Hermandad del Cristo y otra (conocida como la gorda), que la sufragó la Hermandad de los Dolores. En la actualidad la torre conserva los dos cuerpos, terminando en campanario y capitel piramidal decorado de rojizas tejas vidriadas, teniendo lugar su última remodelación en el siglo XX y es de clara influencia sevillana.

## Historia eclesiástica
En lo eclesiástico, Estepa y toda su comarca, formaba un pequeño Estado, por lo que dependía directamente de Roma. Al frente de la Iglesia, en esta comarca, estaba un vicario con rango de obispo. Uno de los vicarios y comisarios de la vicaría de Estepa fue Simón Miguel de Reina Rengué, natural de Sierra de Yeguas, tras cursar estudio en la Santa Sede de Roma. 
Sierra de Yeguas a pesar de que en el año 1833 pasa a formar parte de la provincia de Málaga, en lo eclesiástico no perteneció al obispado malagueño hasta el año 1960, tal como queda reflejado en las actas del Pleno del Ayuntamiento de Sierra de Yeguas de 12 de diciembre de 1958 en las que se da cuenta del escrito recibido del arzobispado de Sevilla, por el que a partir de fecha del año entrante, Sierra de Yeguas, eclesiásticamente pertenece al obispado de Málaga.
La mayoría de las imágenes que hoy tiene la iglesia parroquial fueron compradas (entre los años 1937 y 1960) al escultor sevillano Antonio Castillo Lastrucci.

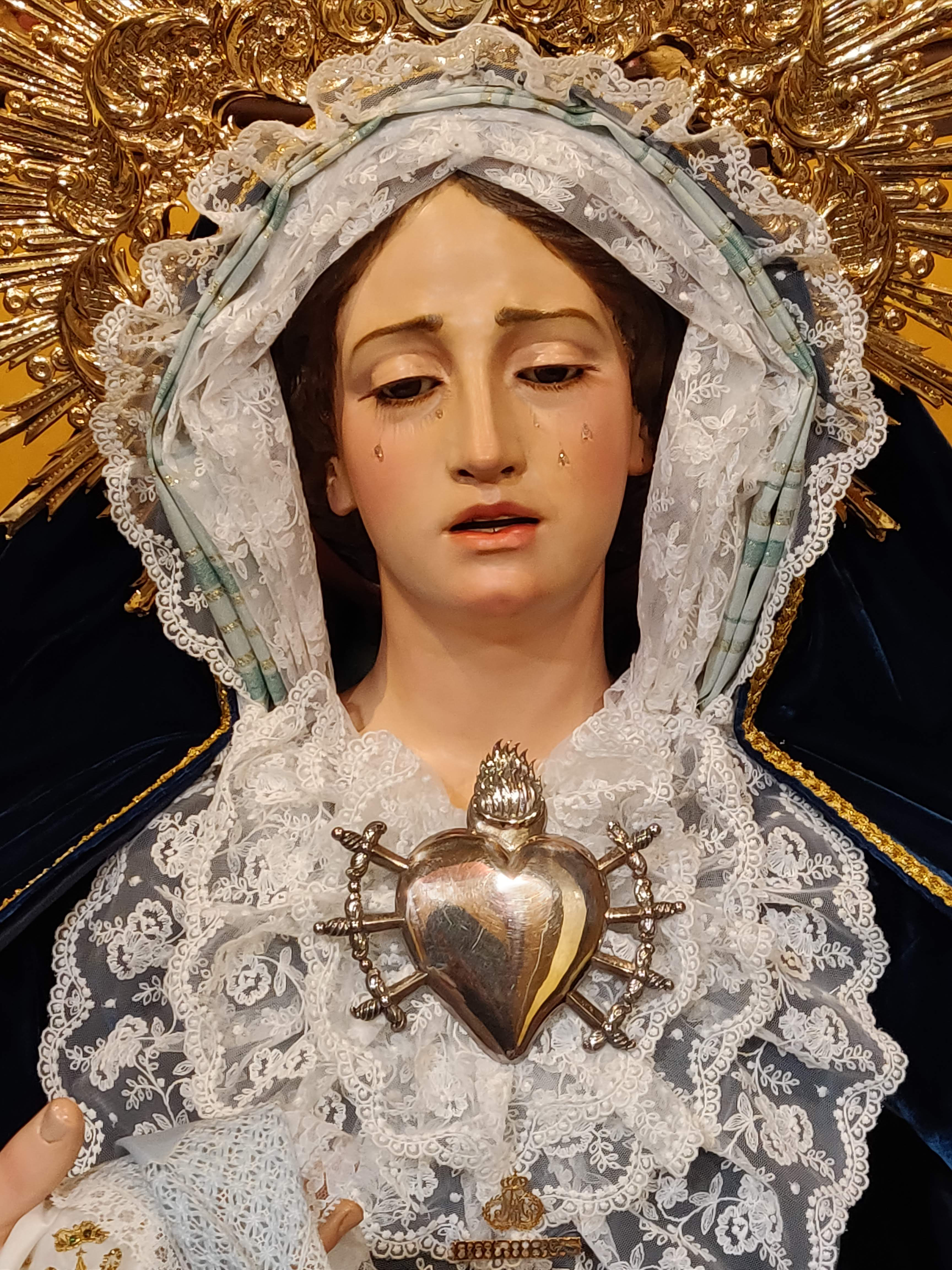
Nuestra Señora de los Dolores

## Galería de imágenes

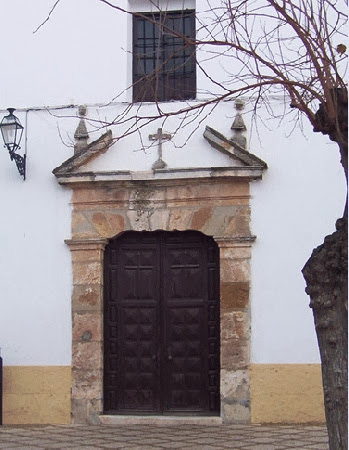
Pórtico de la Iglesia Parroquial de la Inmaculada Concepción
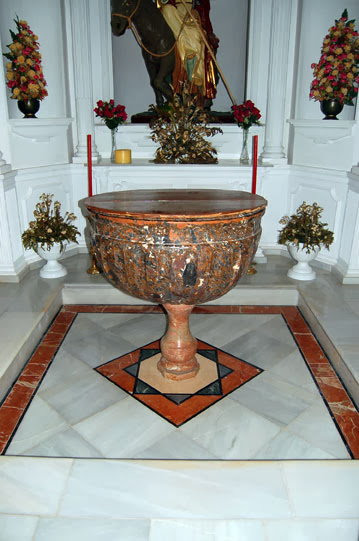
Pila Bautismal de la Iglesia Parroquial de la Inmaculada Concepción
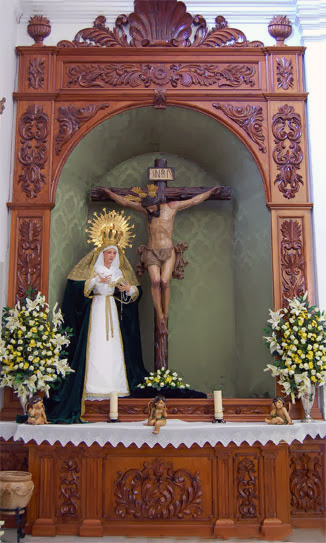
Capilla del Stmo. Cristo de la Veracruz y María Stma. de la Esperanza
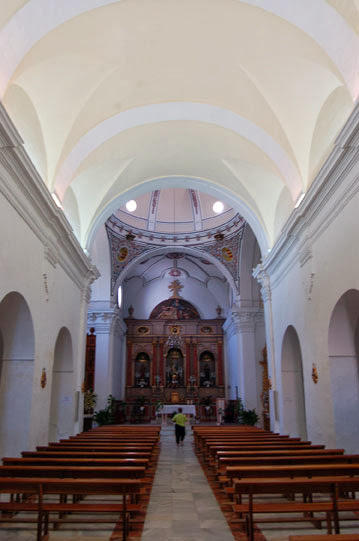
Nave Central con el Altar Mayor al fondo, de la Iglesia Parroquial de la Inmaculada Concepción
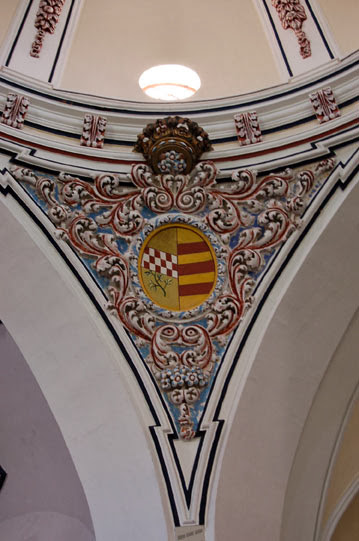
Detalle del escudo del Marquesado de Estepa en la Cúpula Central, de la Iglesia Parroquial de la Inmaculada Concepción.
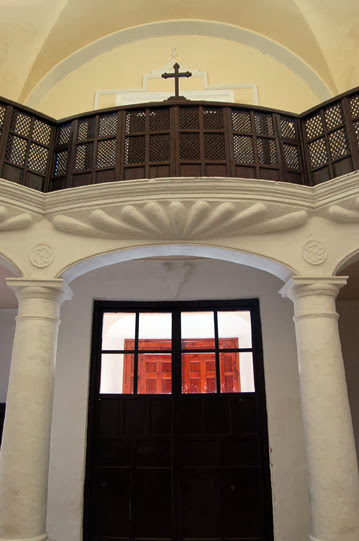
Coro de la Iglesia Parroquial de la Inmaculada Concepción.